# Elisa (1979)
Elisa é uma telenovela mexicana, produzida pela Televisa e exibida pelo El Canal de las Estrellas entre 21 de junho e 1 de novembro de 1979.
Era uma mini telenovela semanal exibida nas quintas feiras.

## Elenco
- Raquel Olmedo ... Elisa
- Sergio Kleiner ... Luis
- Antonio Brillas ... Dr.Vanson
- Carmen Salinas ... Agata
- Javier Ruán ... Jaime
- Maria Martin ... Magda Vanson
- Maria Fernanda ... Silvia
- Elisa Eyms ... Irene
- Maricuca ... Constantine
- Mario Pintor ... Roberto Richer
- Mario Sauret ... Lic. Carlos
- Enrique Beraza ... Felipe
- Queta Carrasco ... Sara Richer